# دستك (دهغاه)
دستك (بالفارسية: دستک) هي قرية تقع في إيران في غيلان. يقدر عدد سكانها بـ 2,015 نسمة .